# 팔굽혀펴기

팔굽혀펴기

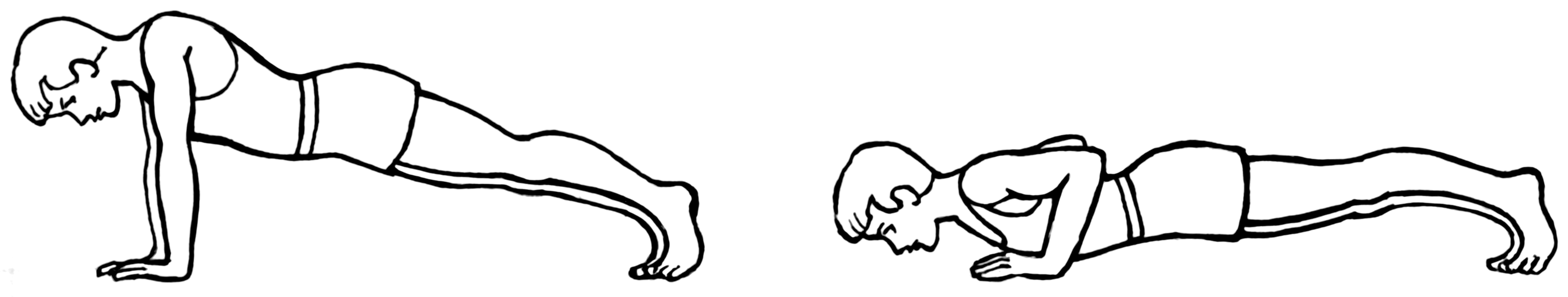
팔굽혀펴기의 측면 모습

팔굽혀펴기 또는 푸쉬업(영어: push-up, press-up, floor-dip)은 대표적인 근력 운동 중 하나이다. 일반적으로 기구 등을 사용하지 않고 할 수 있는 운동으로, 엎드린 상태에서 전신의 체중을 두 손과 두 발가락의 4개소에 집중하여 양팔을 늘리는 힘에 의해 신체를 올린다. 동작과 팔꿈치 관절을 굽혀 몸을 지상에 붙지 않을 정도까지 낮추고, 반복하는 것이 기본적인 방법이다. 군대에서 기본적인 얼차려로 많이 적용된다.
클래식푸쉬업, 힌두푸쉬업, 다이아몬드푸쉬업, 디클라인푸쉬업, 인클라인푸쉬업, 클랩푸쉬업, 파이크 푸쉬업, 가방을 이용한 백팩 푸쉬업 등이 있다.

## 어원
미국식 용어 '푸시업'(push-up)은 1905년 ~ 1910년 사이에 처음 사용되었고, 반면 영국식 용어 '프레스업'(press-up)은 1945년 ~ 1950년 사이에 기록되었다.

## 같이 보기
- 디그다 프루던(영어판) - 팔굽혀펴기 세계기록 보유자(캐나다인)